# Mieczysław Marchlewski
Mieczysław Marchlewski (ur. 18 czerwca 1885 w Poznaniu, zm. 22 maja 1956 w Taxco, Meksyk) – dr praw, urzędnik konsularny, dyplomata.

## Życiorys
Urzędnik polskiej służby zagranicznej, w której pełnił cały szereg funkcji - radcy w MSZ, konsula generalnego RP w Nowym Jorku (1929-1935), i Królewcu (1935-1936), chargé d’affaires (1936-1940) i posła (1940-1942) w Meksyku, akredytowanym też w Caracas i Bogocie, posła przy rządzie jugosłowiańskim na uchodźstwie (1942-1945). Następnie na emigracji. Został pochowany w Taxco.